# 더 히어로: 메모리 리메인즈
《더 히어로: 메모리 리메인즈》(Loi Bao)는 베트남에서 제작된 빅터 부 감독의 2017년 액션, 스릴러 영화이다. 제이슨 닌 카오 등이 주연으로 출연하였고 제니 트랑 레 등이 제작에 참여하였다.

## 출연

### 주연
- 제이슨 닌 카오